# Eude Brito
Eude Ezequiel Brito (nacido el 19 de agosto de 1978 en Sabana de la Mar) es un lanzador dominicano que jugó en las Grandes Ligas de Béisbol. Actualmente lanza para los St. George Roadrunners de la Golden Baseball League. Hizo su debut en las Grandes Ligas el 21 de agosto de 2005 con los Filis de Filadelfia. Terminó con récord de 1-2 en el 2005 con una efectividad de 3.68. Empezó la temporada 2006 lanzando para la República Dominicana en el Clásico Mundial de Béisbol. Brito estuvo con los Scranton/Wilkes-Barre Red Barons de la Liga Internacional antes de ser llamado por los Filis el 3 de junio. Después de perder sus primeras dos aperturas, fue enviado de vuelta a Scranton el 9 de junio.
En diciembre de 2007, Brito firmó un contrato de ligas menores con los Nacionales de Washington. Comenzó la temporada de 2008 con el equipo de Doble-A, Harrisburg Senators, antes de ser promovido a Triple-A, pero fue liberado el 16 de abril de 2008. El 22 de abril de 2008, firmó un contrato de ligas menores con los Mets de Nueva York. Se convirtió en agente libre al final de la temporada. Las dos últimas temporadas 2009-10 ha estado lanzando para los St. George Roadrunners de la Golden Baseball League.